# Alfaraz de Sayago
Alfaraz de Sayago – gmina w Hiszpanii, w prowincji Zamora, w Kastylii i León, o powierzchni 73,02 km². W 2011 roku gmina liczyła 168 mieszkańców.